# Kościół farny w Umeå
Kościół farny w Umeå (szw. Umeå stads kyrka) – kościół luterański położony w centrum Umeå, (region terytorialny Västerbotten, część historyczna Norrland) przy ul. Storgatan naprzeciwko parku Vänortsparken, nad północnym brzegiem rzeki Ume.
Został zbudowany jako trzynawowy kościół halowy w stylu neogotyckim z więżą ustawioną z boku nawy głównej przy fasadzie północnej. Kościół został zaprojektowany przez architekta miejskiego Fredrika Olausa Lindströma i zbudowany w latach 1892–1894 z cegły na kamiennej podmurówce. Jest trzecim kościołem na tym miejscu. Obecny jego wygląd różni się w pewnej mierze od pierwotnego, ponieważ był on trzy razy restaurowany oraz przebudowywany.
Należy do Kościoła Szwecji.
Kościół farny w Umeå ma status zabytku sakralnego według rozdz. 4 Kulturminneslagen (pol. Prawo o pamiątkach kultury), ponieważ został wzniesiony do końca 1939 (3 §).

## Historia

### XVII w.
Budowę pierwszego kościoła na obecnym miejscu rozpoczęto w 1646. Kościół zlokalizowano na skraju ówczesnego miasta ponieważ zaplanowano przy nim miejsce na pochowek zmarłych. Rząd przeznaczył 100 talarów na budowę świątyni, natomiast resztę środków finansowych zgromadzili mieszkańcy miasta. Po trzech latach budowy kościół był w stanie nadającym się do użytku. Była to świątynia jednonawowa, wzniesiona z bali drewnianych. Nawa składała się z czterech przęseł wspartych na drewnianych filarach ustawionych parami. W szczycie zachodnim była wieża. Wejście i cały teren przykościelny otaczało murowane ogrodzenie. Nowo utworzona parafia miejska stanowiła część większej jednostki administracyjnej kościoła Szwecji pod nazwą Umeå landsförsamling i miała z nią wspólnego proboszcza, który wygłaszał kazania w nowym kościele farnym w każdą trzecią niedzielę miesiąca oraz z okazji głównych świąt. W latach 1656 i 1659 kościół otrzymał dwa dzwony, które umieszczono na rusztowaniu w północno-zachodnim narożniku działki. W 1694 król Karol XI wziął udział w nabożeństwie w kościele farnym a mieszczanie wykorzystali okazję aby wyrazić wobec monarchy potrzebę posiadania większego kościoła, jako że wzrosła liczba mieszkańców miasta. Król przychylił się do prośby i sam podarował sporą sumę na ten cel a ponadto dał miastu prawo do zbierania składek na rozbudowę świątyni we wszystkich kościołach diecezji. Za zebrane środki rozbudowano kościół nadając mu formę zbliżoną do krzyża greckiego. Ostatnie lata III wojny północnej przyniosły inwazję floty rosyjskiej na wschodnie wybrzeża Szwecji. Na jesieni 1714 oddziały rosyjskie spaliły znaczna część Umeå, kościół jednak ocalał. Następny atak Rosjan w maju 1720 miał już jednak poważniejsze następstwa tak dla miasta jak i dla jego mieszkańców. Kościół został splądrowany i spalony, w poszukiwaniu wartościowych rzeczy splądrowano również trumny zmarłych spoczywających na przykościelnym cmentarzu. W czerwcu 1721 oddziały rosyjskie raz jeszcze zaatakowały miasto i spaliły tymczasowy kościół, który mieszkańcy zdążyli wznieść na miejscu poprzedniego. Okoliczna ludność mocno ucierpiała w wyniku tego ataku. Jedyną częścią kościoła, która wyszła cało z opresji, była wolnostojąca dzwonnica przykościelna.

### XVIII w.

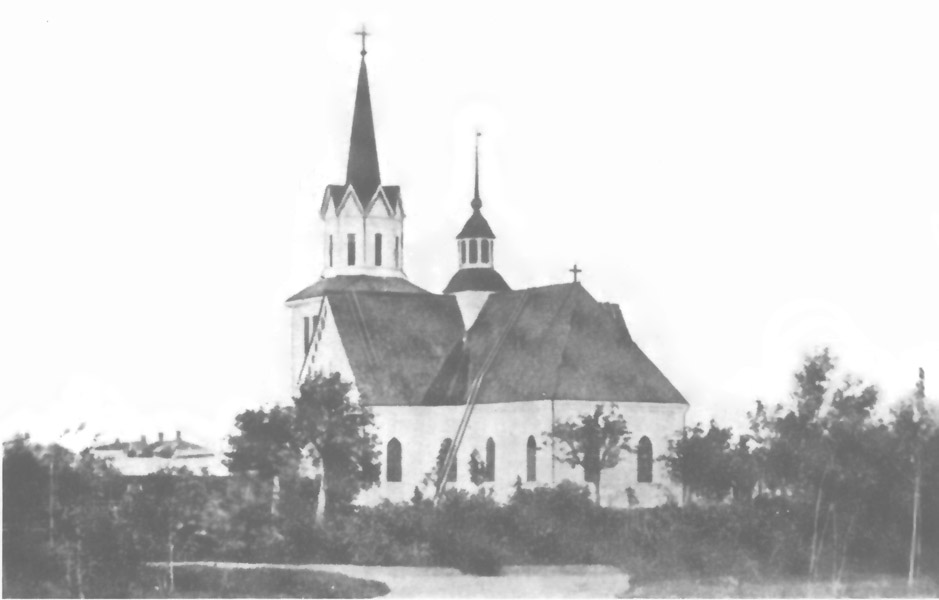
Wygląd kościoła w latach 80. XIX w

W 1720 rząd Szwecji udzielił miastu Umeå prawa do zbierania ofiar na nowy kościół farny w diecezjach Härnösand i Uppsala, jednak zebrana kwota okazała się niewystarczająca. Zaapelowano w tej sytuacji do mieszkańców całego rejonu, którzy wykazali się dużą ofiarnością, pomimo że sami mocno ucierpieli w wyniku napadu Rosjan. W 1723 zarządzono zbiórkę państwową ale zanim zaczęto wznosić nowy kościół na miejscu poprzedniego, zażądano od mieszkańców Umeå wkładu własnego. Nowy kościół obył też kościołem drewnianym na planie krzyża, miał jednak większe wymiary od poprzednika – był dłuższy na osi wschód-zachód. Pozostałe ramiona krzyża miały te same wymiary co poprzednio. Pokrywający poszczególne części stromy dach był dwuspadowy, zakończony prosto i pokryty nasmołowanym gontem. Na przecięciu naw zbudowano sygnaturkę zwieńczoną żelaznym, spiczastym hełmem. Ściany zewnętrzne były oszalowane pomalowanymi na czerwono deskami. Drewniany strop wewnątrz dzielił się na pięć części. Łęki sklepienne podtrzymujące każdą z nich wspierały się na czterech wolnostojących filarach. Ściany wewnątrz były pobielone wapnem. Na stropie namalowano kilka róż jako dekorację. Wystrój wnętrza był w kolorze brązowym. W 1781 we wschodnim ramieniu transeptu, za ołtarzem, zbudowano zakrystię. Nowa, państwowa zbiórka pieniędzy w 1731 a także dodatkowe donacje były niezbędne zanim w 1735 zamontowano w kościele ambonę, opisywaną jako ”przeładowaną rzeźbami”. Brakujące wyposażenie kościoła uzupełnili zamożni donatorzy prywatni. M.in. wojewoda Gabriel Gabrielsson Gyllengrip ufundował obraz ołtarzowy, oprawiony w pozłacane, rzeźbione ramy. Dotychczasowe organy kościelne z 1740 wymieniono w 1776 na stare organy z kościoła w dzielnicy Backen, pochodzące z 1535 i poddane renowacji przed zainstalowaniem na nowym miejscu. W 1781 od strony północnej zbudowano drugą zakrystię.

### XIX w.
Od lutego 1808 do września 1809 trwała wojna z Rosją. Korpus rosyjski przeszedł po lodzie przez cieśninę Kvarken Północny i dwukrotnie okupował miasto Umeå. W bitwie pod Hörnefors (5 lipca 1809) poległ podpułkownik Joakim Zakarias Duncker i rosyjski dowódca kozacki Aerekof. Obaj zostali pochowani z zachowaniem ceremoniału wojskowego po południowej stronie prezbiterium. W 1897 na miejscu pochówku wzniesiono pamiątkowy obelisk.
W 1843 podjęto decyzję o gruntownej restauracji całego kościoła. Przewlekły spór co do podziału kosztów powstał pomiędzy parafią Umeå i nowym burmistrzem Johanem Gustafem Rothoffem z jednej strony a wojewodą Gustafem Adolfem Montgomerym z drugiej. W 1846 rząd przyznał rację w tym sporze miastu.
W 1848 zaproponowano zamiast restauracji wyburzenie kościoła i zbudowanie nowego, z kamienia, jakkolwiek uważano, że będzie to za drogo. Podczas walnego zebrania parafian okazało się jednak, że nawet koszty restauracji są zbyt wysokie, więc dokonano jedynie skromnych napraw w oczekiwaniu na okazję zbudowania całkowicie nowego, kamiennego kościoła. W sierpniu 1851 ponownie podjęto zagadnienie przebudowy kościoła i po raz kolejny zadecydowano, że cały kościół należy poddać zakrojonej na szeroką skalę restauracji. Powrócono tym samym do dawnych pomysłów. Prace rozpoczęły się po tym jak architekt Carl-Gustaf Blom-Carlsson opracował projekt na nowo w wyższym urzędzie budowlanym.
Kościół został przedłożony w kierunku wschodnim, położono w nim nową posadzkę, wykonano nowe ławki, nowy strop, ambonę i nowy obraz ołtarzowy. Ściany zewnętrzne otynkowano na biało. W 1752 rozebrano starą dzwonnicę i zbudowano nową nad szczytem zachodnim”.
19 września 1852 walne zebranie parafian zdecydowało o uporządkowaniu terenu wokół kościoła i posadzeniu krzewów i drzew. Ze sporządzonego protokołu wynikało, iż za przebieg prac będą odpowiedzialni funkcjonariusze publiczni, zwykli urzędnicy, kupcy, rzemieślnicy, pracownicy fizyczni, mający wolne marynarze, ogrodnicy i właściciele nieruchomości w mieście. W 1856 ponownie konsekrowano kościół a jego zewnętrzny wygląd oceniono na tyle dobrze, iż zaniechano dyskusji na temat zbudowania nowego, kamiennego kościoła.
Między 1886 a jesienią 1887 miała miejsce jeszcze jedna restauracja, zarówno na zewnątrz jak i wewnątrz. W związku z restauracją proboszcz zabiegał o możliwość pomalowania kościoła na zewnątrz w tym samym białym kolorze co poprzednio. Dostał jednak odmowę, ponieważ według prawa budowlanego z 1874 nie wolno było malować budynków całkowicie na biało, ponieważ uważano wtedy, iż kolor biały jest szkodliwy dla oczu. Kościół pomalowano więc w kolorze białoszarym a białe były jedynie narożne pilastry.
W wigilię Bożego Narodzenia 24 grudnia 1887 kościół spłonął. Było to ciężkie doświadczenie dla mieszkańców miasta, ponieważ kościół był ubezpieczony od ognia na sumę zaledwie 50000 koron. Przepadła w dodatku XVII-wieczna dzwonnica, która wcześniej wychodziła szczęśliwie z opresji.

### XIX/XX w.

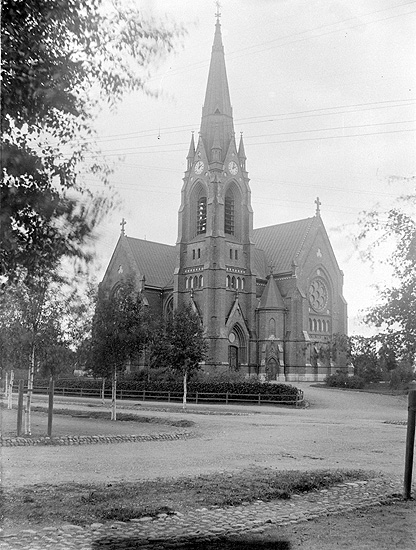
Zdjęcie kościoła z 1902, 8 lat po jego konsekracji

Wspólnota parafialna była zgodna co do tego, iż tym razem należy zbudować kościół z użyciem kamienia i żelaza, nawet gdyby miało to dużo kosztować.
8 stycznia 1888 walne zgromadzenie parafian powołało do życia komitet budowlany a 22 stycznia przyjęło następujący plan budowlany:
”Kościół ma być wzniesiony na planie krzyża i zawierać 1500 miejsc siedzących, ma być zbudowany z cegieł na podmurówce z ciosanego granitu, wewnątrz strop w postaci ceglanego sklepienia, od strony zachodniej zaś powinna być wzniesiona wieza. Na emporze mają się znaleźć organy mające ok. 25 głosów a przed nimi miejsce dla chóru śpiewaków.”.
18 stycznia 1888 podczas posiedzenia rady miasta przekazano dwie donacje na rzecz mającego powstać kościoła, jedną od burmistrza Umeå, Johana Gustafa Rothoffa opiewającą na 50000 koron a drugą od hurtownika Carla Oscara Scharina – na 25000 koron; obie z zamysłem powołania funduszu użyteczności publicznej. Pieniądze z funduszu miały być przede wszystkim przeznaczone na odbudowę kościoła. Tuż po tym Carl Oscar Scharin przekazał kolejne 50000 koron na rzecz funduszu.
Wiosną 1888 ogłoszono konkurs architektoniczny na projekt kościoła, został on jednak zbojkotowany przez 65 czołowych szwedzkich architektów, jako że jego warunki uważano za zbyt ogólnikowe; tym niemniej na ręce komitetu budowlanego wpłynęło 13 projektów. Urząd budowlany polecił wówczas architekta Carla Möllera ze Sztokholmu jako rzeczoznawcę dla oceny przekazanych propozycji. Odrzucił on jednak je wszystkie i sam podjął się zadania sporządzenia wstępnego kosztorysu. Möller, który właśnie ukończył kościół św. Jana w Sztokholmie, zamierzał pierwotnie wykorzystać jego projekt przy budowie nowego kościoła w Umeå i upodobnić obie świątynie do siebie, ale musiał z tego pomysłu zrezygnować z powodu złego stanu gruntu w Umeå. Jego wstępny kosztorys opiewający na 250000 koron został uznany przez walne zgromadzenie parafialne za zbyt wysoki. Plany uproszczono i w czerwcu 1889 architekt Fredrik Olaus Lindström otrzymał zlecenie sporządzenia nowego projektu, który był gotowy w lipcu 1890; kosztorys obliczono na 227000 koron. Komitet budowlany wyraził bzyczenie, aby na kościelnym ołtarzu znalazła się kopia neoklasycystycznej rzeźby Den uppståndne Kristus (Chrystus zmartwychwstały) Bertela Thorvaldsena; Lindström odrzucił jednak propozycję, ponieważ jego zdaniem rzeźba nie pasowałaby do stylu kościoła.
25 czerwca 1888 w straszliwym pożarze spłonęło niemal całe Umeå. Odbudowa miasta ze zniszczeń i jednoczesna budowa kościoła stały się więc dla mieszkańców miasta nie lada wyzwaniem.
3 sierpnia 1892 w południowo-wschodnim narożniku prezbiterium uroczyście położono kamień węgielny; w miedzianej szkatułce złożono dokument założycielski oraz przedmioty i gazety z tamtych czasów, po czym zalutowano ją i zamurowano w wyciętym zagłębieniu kamienia węgielnego. Podczas tej podniosłej ceremonii orkiestra wojskowa odegrała psalm ”Herre, signe du och råde” Jespera Swedberga, proboszcz zmówił Modlitwę Pańską, jeden z duchownych odczytał stosowne błogosławieństwo, po czym zaśpiewano psalm ”Höga majestät, vi alla” Samuela Johana Hedborna. Na koniec wzniesiono okrzyk na cześć Jego Królewskiej Mości króla Oskara II, który zaszczycił ceremonię swoją obecnością. Uroczystość zakończyło odśpiewanie hymnu państwowego.
W 1893 Lindström zmienił projekt wieży zastępując narożne wimpergi ośmiokątnymi wieżyczkami.
W pierwszą niedzielę Adwentu 1894 odbyła się konsekracja nowego kościoła. Organy w kościele pojawiły się jednak dopiero w roku następnym. Koszt budowy, wyposażenia wnętrza i urządzenia tarasu przed kościołem wyniósł 270000 koron.
W 1896 przeprowadzono dodatkową zbiórkę pieniędzy wśród mieszkańców miasta na ”godne przyozdobienie kościoła”. M.in. otynkowane dotychczas powierzchnie wokół okien na zewnątrz pomalowano stosując motyw liścia koniczyny, wykonano też fryzy w stylu gotyckim w kolorze brunatno-czerwonym na szaro-zielonym tle.

### XX w.

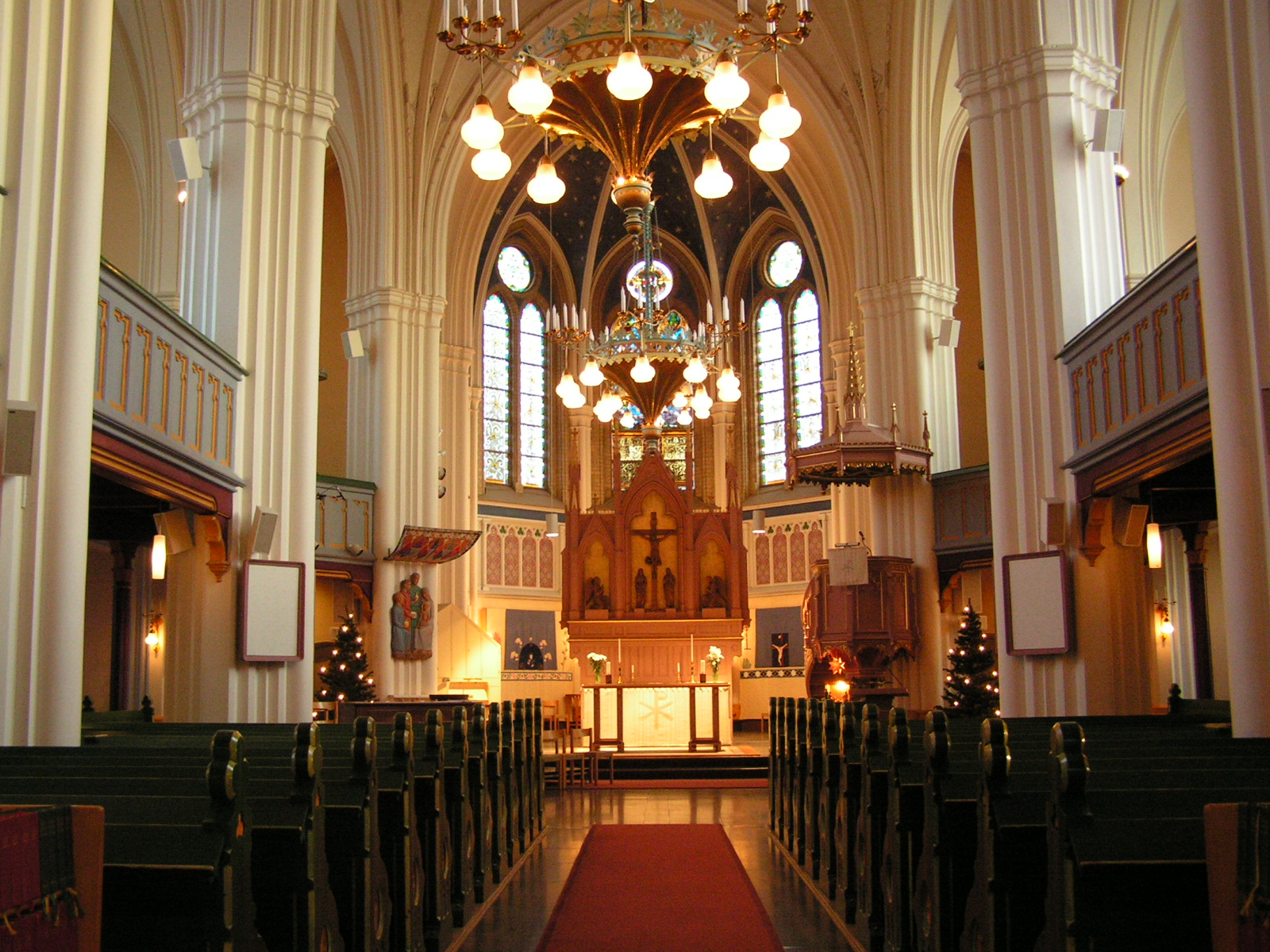
Nawa środkowa – przejście pomiędzy ławkami

W 1929 rada kościelna podjęła kwestię restauracji kościoła. Dotychczas wykonywano tylko niewielkie remonty. Przeciekający dach spowodował, iż malowidła zostały uszkodzone. Te i inne usterki stawiały na porządku dziennym potrzebę większej restauracji. Chciano nawet usunąć pierwotny wystrój z końca XIX w., który uważano za wytwór ”najgorszego przejawu dekadencji w historii architektury”. Architekt królewski Knut Nordenskjöld otrzymał zlecenie oględzin kościoła i przedstawienia propozycji restauracji; przekazał ją w 1930. Jego projekt wzbudził wiele dyskusji, szczególnie kwestia urządzenia przejścia pośrodku kościoła, pomiędzy rzędami ławek. 27 grudnia 1935 zarząd kościoła zdecydował o przyjęciu do realizacji propozycji architekta królewskiego. 17 stycznia następnego roku rozpoczęto prace w kościele. Rozbudowano emporę organową, wydłużono plan prezbiterium, przeniesiono kanały grzewcze, na zewnątrz portalu wejściowego wstawiono drzwi, część posadzki wyłożono płytami z wapienia, rozbudowano organy, a wnętrze kościoła pomalowano na łagodny, biały odcień. W pierwszą niedzielę 1937 adwentu ponownie konsekrowano kościół. Uroczystość koncelebrował m.in. ówczesny biskup diecezji Luleå, Olof Bergqvist.
W 1971 podjęto decyzję o budowie trzeciego mostu nad rzeką Ume; miał on być zlokalizowany na przedluzeniu ulicy Östra Kyrkogatan, biegnącej z południowej strony kościoła. Zanim rozpoczęto wykopy obok kościoła, odkryto miejsce pochówku. Powołując się na ustawę o ochronie dóbr kultury (szw. Kulturminneslagen) wstrzymano w lecie 1972 prace do czasu przeszukania całego terenu przez archeologów. Trudność powodowało to, iż nieznane były dawne granice przykościelnego cmentarza, brakowało również planu grobów. W wyniku prac wykopaliskowych natrafiono na 40 trumien i ok. 60 szkieletów. W ostatnim grobie znaleziono tabliczki z napisami, z których wynikało, iż jest to grobowiec rodzinny wojewody Pehra Adama Stromberga. Nie natrafiono jednak na żadną płytę nagrobną. Prawdopodobnie przepadła ona w pożarze z 1887, podobnie jak i dokumenty opisujące dokładną lokalizację grobowca rodzinnego. Po zbadaniu kości przekazano je z powrotem kościołowi w plastykowych torbach. Dozorca kościelny pochował je, nie zaznaczywszy jednak miejsca a wkrótce potem zmarł.

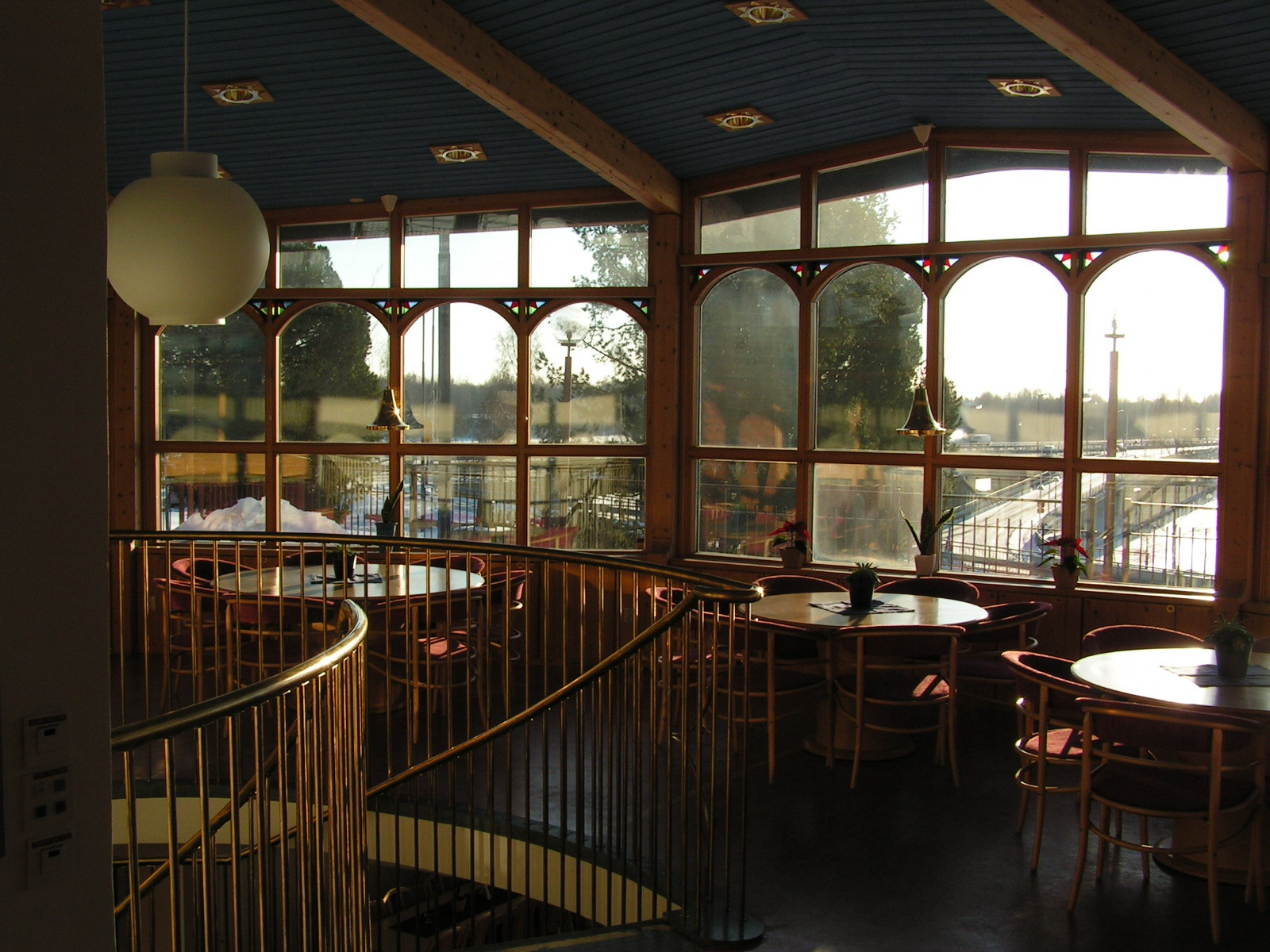
Dobudowana kawiarnia

20 grudnia 1979 zarząd kościoła podjął decyzję o kolejnej restauracji, ponieważ stare przewody elektryczne stanowiły zagrożenie a poza tym kościół potrzebował dodatkowego pomieszczenia dla działalności parafialnej. Dobudowa stała się przedmiotem debaty po tym jak gmina Umeå postanowiła, iż zewnętrzny wygląd kościoła nie może ulec zmianie; takie stanowisko gminy spowodowało opóźnienie w rozpoczęciu prac restauracyjnych. Spór rozstrzygnięto ostatecznie w ten sposób, iż Szwedzki Państwowy Urząd ds. Dziedzictwa Kulturowego (szw. Riksantikvarieämbetet) zatwierdził dobudowę, zastrzegając jednak, iż odpowiedzialność na prace wykopaliskowe spocznie na miejscowym Västerbottens museum, jako że na miejscu planowanej dobudowy znajdował się przedtem cmentarz.
Okazało się, że wykopaliska nie muszą sięgać aż tak głęboko, żeby naruszyć spokój zmarłych. W ich trakcie dozorca kościelny natknął się jednak na zapomniane plastykowe torby zawierające szczątki burmistrza Stromberga i jego rodziny. Pochowano je ponownie w dobrze na zboczu nad rzeką Ume, a 31 sierpnia 1996 ustawiono na miejscu pochówku pamiątkowy obelisk.
Pierwotnie główne wejście do kościoła znajdowało się po stronie północnej ale po przebudowie zaczęto używać wejścia zachodniego dostosowując je przy tym do potrzeb osób niepełnosprawnych. Ołtarz główny przesunięto bliżej wiernych a uzyskaną w ten sposób przestrzeń za ołtarzem wykorzystano urządzając tzw. mały kościół (szw. lillkyrka). Odpowiedzialnym za dobudowę i restaurację był architekt Rolf Bergh. Pär Andersson wykonał malowidła ścienne. W pierwszą niedzielę Adwentu 1984 po raz kolejny konsekrowano kościół. Uroczystość koncelebrował m.in. ówczesny biskup diecezji Luleå, Olaus Brännström.

### XXI w.
W okresie od września 2004 do stycznia 2006 wymieniono miedzianą, galwanizowaną blachę na dachu na miedź. Jedynie na wieży zachowano wcześniejszy dach miedziany. W czasie prac malarskich wokół okien odnowiono gotyckie malowidła z 1896. Naprawiono zbutwiałe fragmenty wieży i wymieniono uszkodzone w wyniku mrozów cegły w fasadzie. Prace restauracyjne wykonywano etapami, tak aby Państwowy Urząd ds. Dziedzictwa Kulturowego mógł na bieżąco sprawdzać ich jakość.

## Architektura

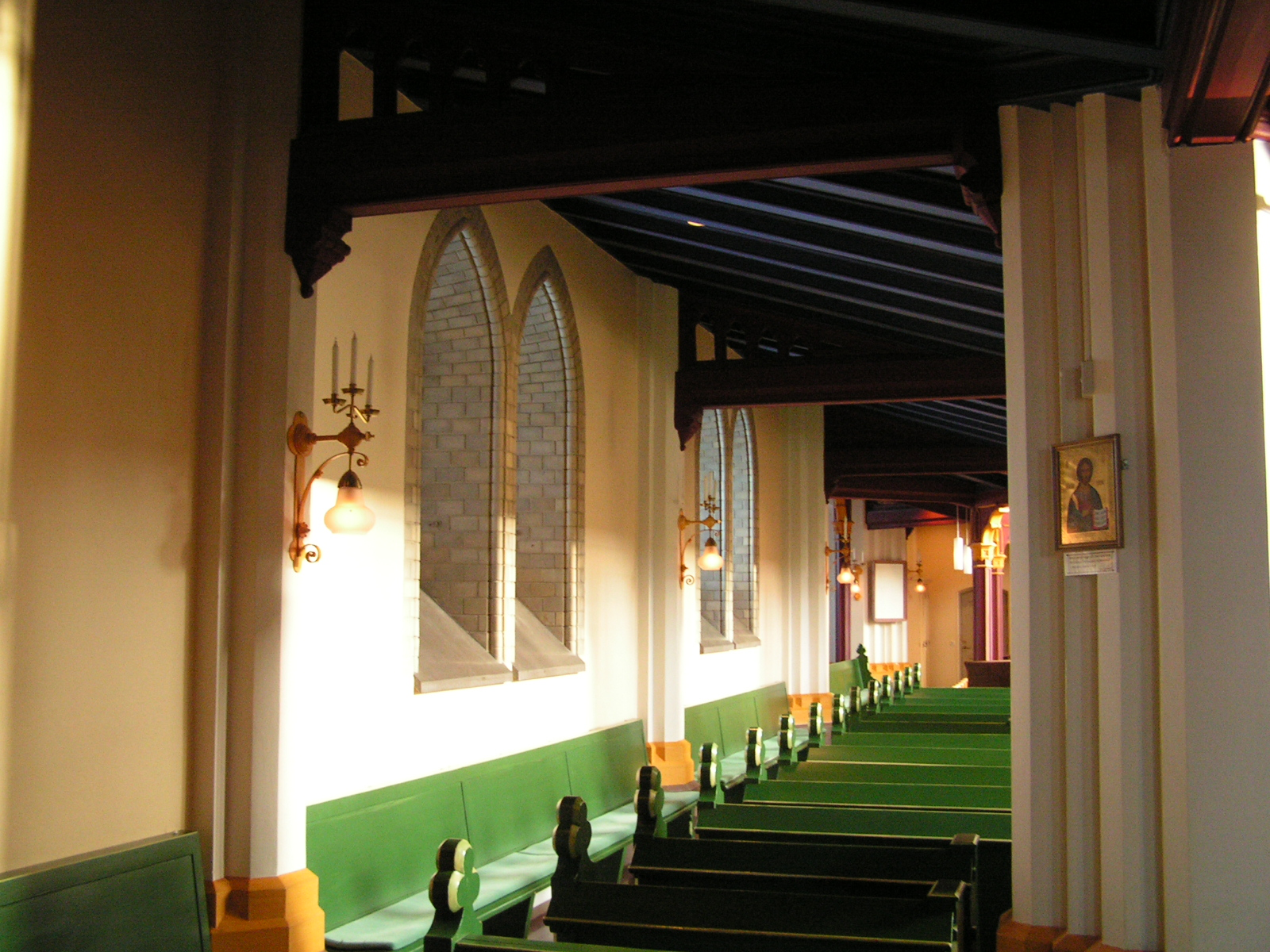
Wnętrze kościoła – nawa boczna

Kościół farny w Umeå to trzynawowy kościół halowy w stylu neogotyckim z jednonawowym transeptem. Wieża umieszczona jest z boku korpusu, przy fasadzie północnej, częściowo dlatego, iż grunt w tym miejscu jest bardziej nośny a częściowo dlatego iż fasada północna, zwrócona w stronę ulicy Storgatan jest fasadą główną.
Kościół ma długość 40,92 m, szerokość 25,1 m, wysokość do sklepienia 12,4 m. Wieża wznosi się na wysokość 50,5 m. Kiedy kościół budowano, jego styl był całkowicie zgodny z wytycznymi nadintendenta i architekta Helgo Zettervalla zawartymi w jego dziele Anvisningar rörande kyrkobyggnader (pol. Wskazówki dotyczące budowli kościelnych) z 1887.
Planując budowę nowego kościoła brano pod uwagę nośność gruntu. Plac budowy zlokalizowany był na stromym brzegu rzeki Ume, zbudowanym z głęboko sięgającej warstwy piasku rzecznego zmieszanego z mułem. W tej sytuacji zaproponowano kilka rozwiązań. Pierwsze zakładało wykonanie głębokiego na ok. 6 m wykopu, wzmocnionego na dole warstwą żwiru i betonu o grubości dopasowanej do ciężaru przyszłego kościoła. Drugie rozwiązanie, ostatecznie przyjęte do realizacji, zakładało najpierw usunięcie poziomu próchnicznego gruntu a następnie ułożenie na przemian dwóch warstw grubych na 45 cm płyt granitowych.
Sam kościół jest zbudowany z cegły kładzionej w wątku krzyżykowym. Pierwotnie planowano wykonanie detali architektonicznych szczytu i kwiatonów z piaskowca, ale ostatecznie pomysł zarzucono ze względu na koszty i wykonano detale z glazurowanej cegły dostarczonej przez zakład Skrombergaverken. Gzymsy oraz obramienia okien i portali wykonano z cegły maszynowej dostarczonej przez cegielnię w Minnesbergu. Zarówno cegła glazurowana jak i maszynowa miały specjalne kształty, zgodnie ze wskazówkami zawartymi w projekcie Lindströma. W rok po zbudowaniu kościoła zaobserwowano przesiąkanie wody i pękanie glazurowanych cegieł pod wpływem mrozu. Popękane cegły musiano wymienić. Źle zniosły kaprysy pogody również cegły w fasadzie południowej.
Ściany i sklepienia pomalowane są w łagodnym odcieniu bieli. Na sklepieniu prezbiterium znalazły se malowidła inspirowane sztuką włoskiego malarza i architekta doby renesansu Giotta di Bondone. Środkowe okno prezbiterium i rozeta w szczycie zachodnim są wypełnione jasnymi, żywymi barwami, natomiast pozostałe okna pomalowano techniką grisaille.
Kiedy kościół zbudowano, zlikwidowano środkowe przejście w celu zwiększenia ilości miejsc siedzących. Według ówczesnych przekazów w czasie konsekracji miały w kościele być 1042 miejsca siedzące w ławkach oraz kilkaset dalszych miejsc dodatkowych w dostawianych ławkach, krzesłach i taboretach.

### Mały kościół

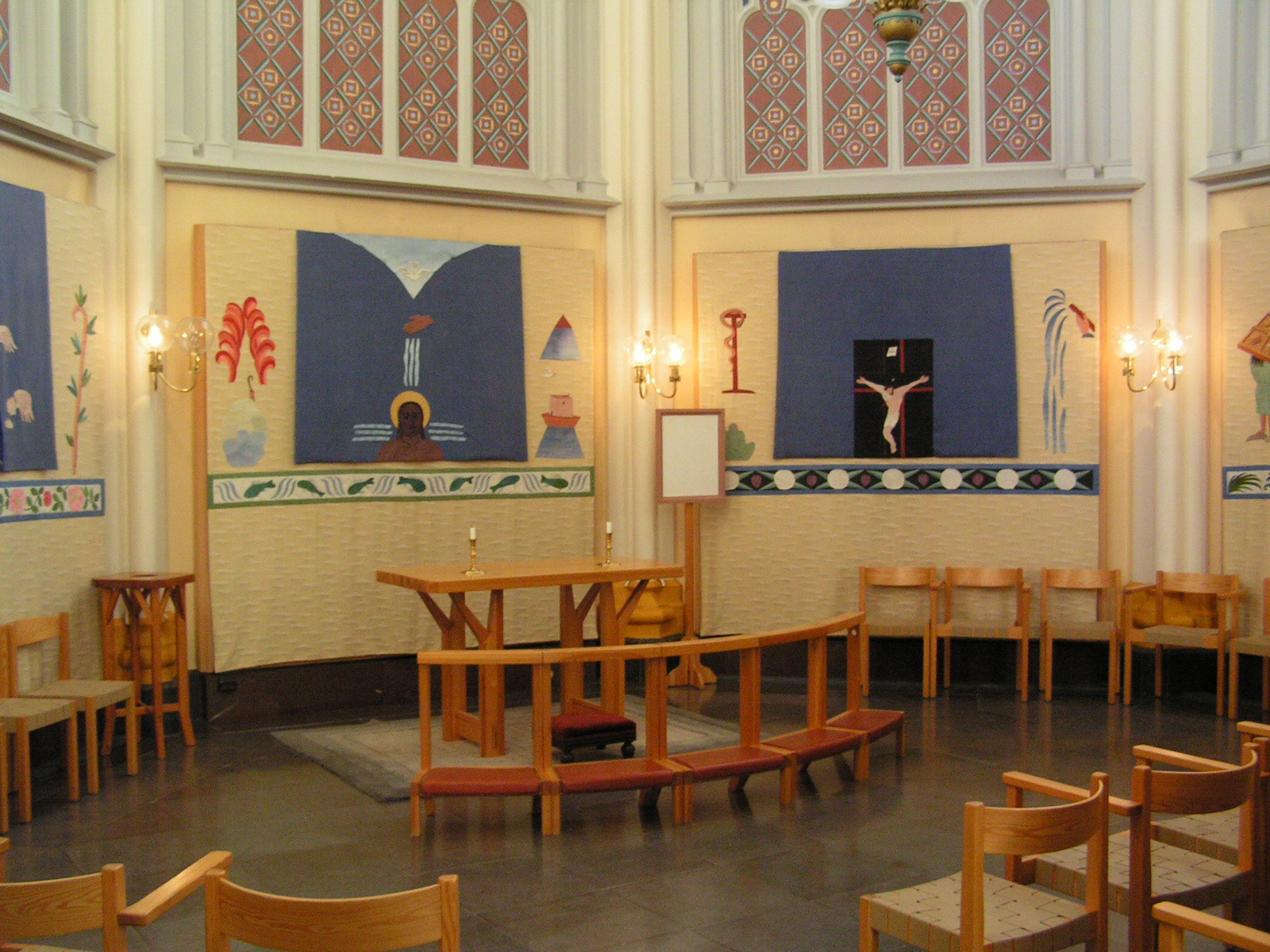
Mały kościół

Podczas restauracji na początku lat 80. XX w. przesunięto ołtarz główny w stronę wiernych a w uzyskanej w ten sposób przestrzeni na jego zapleczu urządzono wspomniany mały kościół (lillkyrkan) z miejscem dla 40 osób. Kościół ten jest wykorzystywany podczas mszy porannych oraz mniejszych nabożeństw.
Oprawę plastyczną małego kościoła stanowi 6 gobelinów o tematyce biblijnej, autorstwa Astrid Theselius. Swoim sposobem narracji nawiązują one do średniowiecznej Biblii Pauperum.

#### Zwiastowanie
Tematem pierwszego obrazu jest Zwiastowanie Pańskie. Akcja narracyjna rozpoczyna się od starotestamentowej sceny z wężem w raju (lewa strona obrazu), wyklętym przez Boga, z zapowiedzią zdeptania jego głowy przez rodzaj ludzki (Rdz 3, 14-15). Po prawej stronie widnieje scena, w której Bóg obiecuje Gedeonowi wybawienie, a ten sprawdza prawdziwość obietnic Bożych poprzez doświadczenie z runem wełny. Pierwszej nocy Bóg sprawił, na życzenie Gedeona, iż runo było mokre, a ziemia wokół niego sucha, a następnej nocy – odwrotnie (Sdz 6, 36-40). Głównym tematem tego ciągu narracyjnego jest umieszczona w centrum obrazu Scena Zwiastowania opowiadająca o obietnicy narodzenia Syna Bożego danej przez Boga Maryi za pośrednictwem anioła Gabriela (Łk 1, 26-28).

#### Narodzenie Jezusa
Tematem drugiego obrazu jest o Narodzenie Jezusa. I tu ramy narracyjne stanowią dwie sceny starotestamentowe. W pierwszej z nich, po lewej stronie, Bóg objawia się Mojżeszowi w ognistym krzaku i ujawnia swoje imię: «JESTEM, KTÓRY JESTEM» (Wj 3,14). Po prawej stronie ukazana jest kwitnąca laska Aarona jako potwierdzenie jego wyboru na głównego kapłana Izraelitów (Lb 17,20- 23). Dopełnieniem obietnic Bożych jest nowotestamentowa scena Narodzenia Jego Syna, jako znaku danego dla świata (Łk 2, 7).

#### Chrzest Jezusa
Ramy narracyjne trzeciego obrazu to starotestamentowe przejście Izraelitów przez Morze Czerwone (lewa strona), w której Bóg towarzyszy Narodowi Wybranemu w postaci słupa obłoku i ratuje go udzielając Mojżeszowi mocy rozdzielenia wód Morza Czerwonego (Wj 13,21, 14, 15-18). Po stronie prawej widnieje Arka Noego na gorze Ararat i gołąbek z gałązką oliwną w dziobie. Arka jest symbolem wybawienia rodzaju ludzkiego od zguby i zapowiedzią zbawienia go poprzez przyjście Jezusa na świat (1 P 3,20-21). W centrum obrazu ukazany jest chrzest Jezusa w Jordanie, gołębica Ducha Świętego i Bóg Ojciec objawiający Jezusa jako swego umiłowanego Syna posłanego dla zbawienia człowieka (Mk 1, 9-11).

#### Ukrzyżowanie
Temat czwartego obrazu to ukrzyżowanie. Po prawej stronie ukazana jest laska Mojżesza i struga wody wytryskająca ze skały. Mojżesz uderzył laską w skałę, żeby zaspokoić pragnienie ludu. (Wj 17, 1-7). Ukazane po stronie lewej wyobrażenie węża miedzianego, którego Mojżesz nakazał umieścić na wysokim palu w celu uzdrawiania ukąszonych przez jadowite węże (Lb 21,8-9) może być potraktowane jako zapowiedz ukrzyżowania i zbawienia człowieka:
„A jak Mojzesz wywyższył węża na pustyni, tak potrzeba, by wywyższono Syna Człowieczego, aby każdy, kto w Niego wierzy, miał życie wieczne” (J 3, 14-15).

#### Zmartwychwstanie
Tematem piątego obrazu jest zmartwychwstanie Jezusa. Ukazany jest on w białych szatach z kluczami do otchłani i chorągwią zwycięstwa. Ramy starotestamentowe to po lewej stronie: Samson wyrywający wrota miejskiej bramy w Gazie (Sdz 16,3) a po prawej: ryba, symbol proroka Jonasza, który spędził trzy dni i trzy noce w jej wnętrzu, podobnie jak Syn Człowieczy, który był trzy dni i trzy noce we wnętrzu ziemi (Mt 28, 2-4).

#### Chrystus tronujący
Ostatni, szósty obraz został namalowany bezpośrednio na rewersie nastawy ołtarzowej. Przedstawia on Jezusa w Wiecznym Mieście z wodą życia wypływającą od jego tronu oraz zbliżającymi się do niego: św. Pawła (z mieczem) i św. Piotra (z kluczem).

## Wyposażenie

### Baptysterium

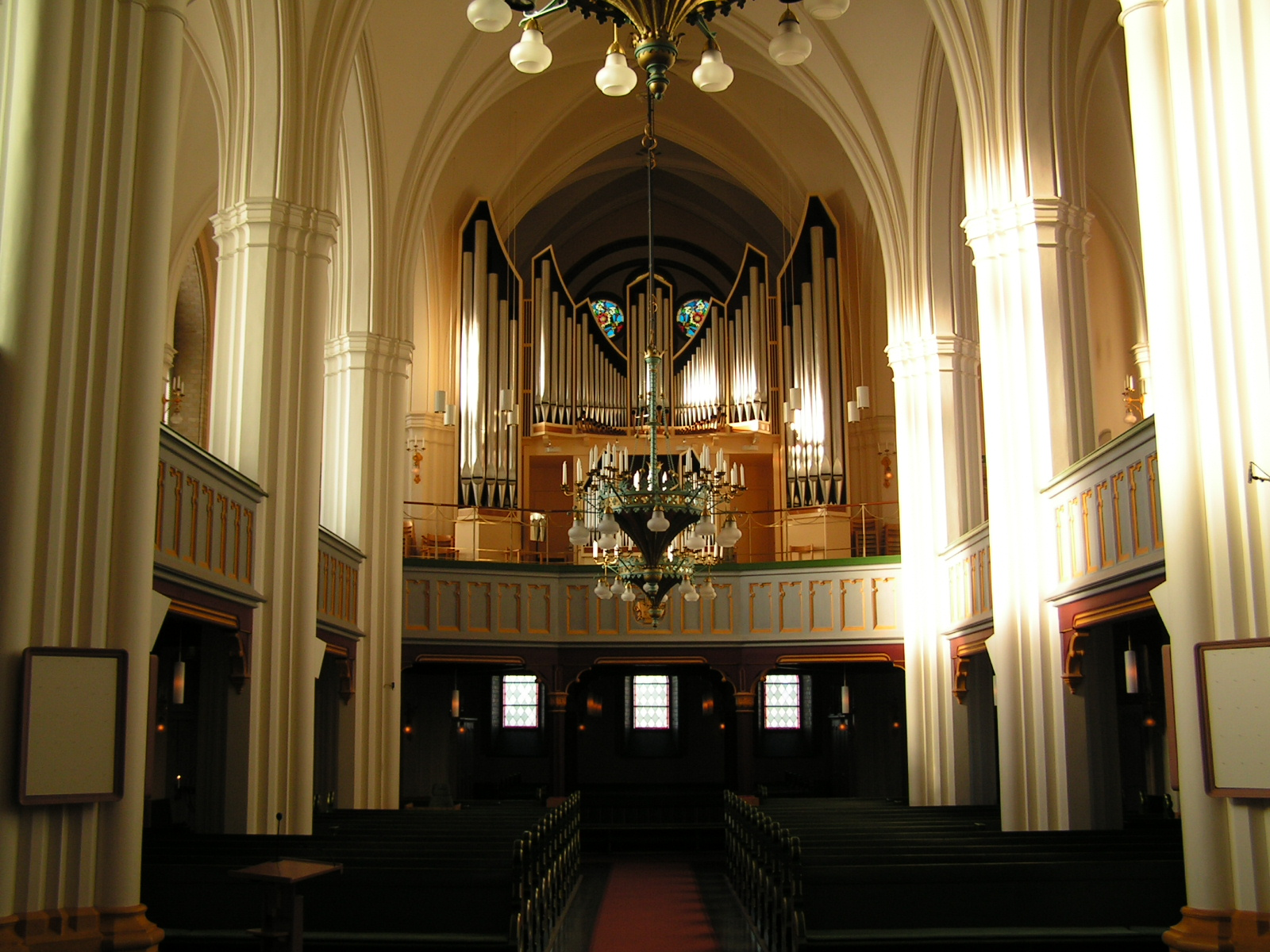
Organy główne na chórze muzycznym

Chrzcielnica została wykonana z brązowoczerwonego, polerowanego wapienia pochodzącego z Gusty w Jämtland. Wykonano ją według projektu Knuta Nordenskjölda. W kościele znalazła się w 1940. Ma wyryty tekst według Ewangelii Mateusza 19:14. Na jednym z filarów, przylegającym do chrzcielnicy wisi relief dębowy przedstawiający Poklon Trzech Króli, dłuta Davida Wretlinga z 1955. Zawieszony nad rzeźbą baldachim jest dziełem Gunilli Schildt-Stuart.

### Ambona
Ambonę zaprojektował Fredrik Olaus Lindström. W 1984 zbudowano drugą, mniejszą ambonę.

### Organy
Pierwotne 24-głosowe organy zbudował w 1895 zakład organmistrzowski Åkerman & Lund Orgelbyggeri z Knivsty. Podczas restauracji w 1937 rozbudowano je do 35 głosów. Obecne organy, zarówno na chórze, jak i w prezbiterium, pochodzą z 1962 i są dziełem zakładu organmistrzowskiego Grönlunds Orgelbyggeri z Gammelstad. Organy główne mają 36 głosów i mechaniczne traktury. Rezonatory w fasadzie Hauptwerku to tzw. trąbka hiszpańska.

### Świecznik
Świecznik ma formę sferyczną, wyobrażającą kulę ziemską. Odwiedzający kościół mogą na nim zapalić świeczkę. Pośrodku świecznika umieszczono monogram Chrystusa.

### Zegar wieżowy
Pierwotny zegar na wieży zamontowano w 1895. Był on nakręcany co tydzień. W 1975 wymieniono go na zegar automatyczny.

### Dzwony kościelne
W wieży kościelnej w dalszym ciągu wiszą oryginalne dzwony z 1894, ważące odpowiednio 1002, 513 i 295 kg. Mechanizm sterujący dzwonieniem został wymieniony w 1937 a w 1973 zakupiono urządzenie do mechanicznego otwierania otworów akustycznych.